# 18º Jamboree mondiale dello scautismo
Il 18º Jamboree mondiale dello scautismo si è svolto a Dronten (Flevoland) in Paesi Bassi dal 1º all'11 agosto 1995. Hanno partecipato a questo evento 28960 scout e membri dello staff da 166 paesi e territori, compresi 34 paesi dove lo scautismo stava nascendo o ripartendo. Questa rappresentanza di paesi è la più grande mai avuta. L'evento fu ufficialmente aperto dalla regina Beatrice dei Paesi Bassi e da suo marito il principe Claus. Il jamboree è stato visitato anche dal Re di Svezia, dalla principessa Basma di Giordania e da Sadako Ogata, Alto commissario delle Nazioni Unite per i Rifugiati, che inaugurò il Global Development Village.
Il motto del jamboree è stato "Il futuro è adesso".

## Attività del campo
Alcune delle attività furono il Jamboree Friendship Award, la cerimonia interreligiosa su violenza e pace, il secondo Global Development Village (GDV) con la partecipazione di associazioni scout, Organizzazioni non governative e agenzie delle Nazioni Unite, in particolare UNHCR e UNICEF. Si sono festeggiati i 50 anni delle nazioni unite con un Forum Scout e un collegamento via satellite con il Segretario generale Boutros Boutros-Ghali.